# Paleomagnetism

Paleomagnetism kring en mittoceanisk rygg

Paleomagnetism är forntida magnetism bevarad i en bergart. Bergarten bevarar det magnetiska fältet som det såg ut när den bildades.
Begreppet paleomagnetism står också för studiet av det jordmagnetiska fältet och dess variationer under geologisk tid. Detta utförs genom undersökningar av den remanenta magnetismens riktning och styrka hos olika bergarter. Metoden är viktig för att påvisa kontinentaldrift.
Med hjälp av de magnetiska mineralens inklination kan man fastställa var de enskilda kontinenterna befunnit sig i förhållande till jordens ekvatorsplan vid en viss tidpunkt och därmed konstatera hur de ”vandrat”. Man kan också spåra var jordens magnetiska poler har legat under skilda geologiska tider.
Dessa geografiska lägen sammanförs för varje kontinent till så kallade  polvandringskurvor. Kurvorna visat att kontinenterna förflyttat sig i förhållande till polerna, vilka antas alltid ha legat i närheten av jordaxelns utstickningspunkter, de geografiska polerna. Dessutom visar polvandringskurvorna att kontinenterna avlägsnat sig från varandra.
Andra paleomagnetiska mätningar i de lavautflöden som sker utefter mittoceaniska ryggarna, och som torde orsaka att kontinenterna glider isär, har visat att en omkastning av nordpol och sydpol har skett upprepade gånger under jordens historia.